# GR Racing
GR Racing, anciennement Gulf Racing UK, est une écurie de sport automobile émiratie fondée en 2010 par Fabien Giroix. Elle change de nom à de nombreuses reprises au cours de son existence. D'abord appelée Team First en début d'année 2010, elle s'appelle Gulf Team First à l'été 2010. Puis elle est rebaptisée Gulf Racing UK en 2011, avant de devenir Gulf Team First UAE la même année. En 2012, à l'occasion de l'engagement de deux Lola B12/80 en championnat du monde d'endurance FIA, l'écurie est renommée Gulf Racing Middle East. En fin d'année 2013, l'écurie s'associe avec ADR-Delta et devient Millennium Racing. En 2014, lors de l'engagement en compétition d'une Porsche 911 RSR (991) en European Le Mans Series, l'écurie reprend alors le nom de Gulf Racing UK. L'écurie court sous licence britannique. En 2021, l'écurie est rebaptisée GR Racing.

## Histoire en compétition
En 2012, l'écurie participe au championnat du monde d'endurance FIA.
En 2013, malgré un engagement complet en championnat du monde d'endurance FIA, l'écurie ne participe pas aux 6 Heures de Silverstone,. L'écurie devait engager deux Lola pour les 24 Heures du Mans, mais une seule est présente.

Logo de l'équipe de 2014 à 2021.

En 2014, pendant la saison d'European Le Mans Series, Gulf Racing UK acquiert la nouvelle Porsche 911 RSR (991).
En 2016, après couru une deuxième saison en European Le Mans Series, l'écurie participe au championnat du monde d'endurance FIA avec sa Porsche 911 RSR (991),.

## Résultats en Championnat du monde d'endurance FIA
| Saison    | Écurie      | Châssis               | Moteur               | Pneus    | Numéro | Courses | Courses | Courses | Courses | Courses | Courses | Courses | Courses | Courses | Points inscrits | Classement |
| Saison    | Écurie      | Châssis               | Moteur               | Pneus    | Numéro | 1       | 2       | 3       | 4       | 5       | 6       | 7       | 8       | 9       | Points inscrits | Classement |
| --------- | ----------- | --------------------- | -------------------- | -------- | ------ | ------- | ------- | ------- | ------- | ------- | ------- | ------- | ------- | ------- | --------------- | ---------- |
| 2016      | Gulf Racing | Porsche 911 RSR (991) | Porsche 4,0 L Flat-6 | Michelin | 86     | SIL     | SPA     | LMS     | NÜR     | MEX     | CDA     | FUJ     | SHA     | BHR     | 106             | 6e         |
| 2016      | Gulf Racing | Porsche 911 RSR (991) | Porsche 4,0 L Flat-6 | Michelin | 86     | Abd     | 5e      | 5e      | 5e      | 4e      | 4e      | 4e      | 6e      | 4e      | 106             | 6e         |
| 2017      | Gulf Racing | Porsche 911 RSR (991) | Porsche 4,0 L Flat-6 | Dunlop   | 86     | SIL     | SPA     | LMS     | NÜR     | MEX     | CDA     | FUJ     | SHA     | BHR     | 101             | 5e         |
| 2017      | Gulf Racing | Porsche 911 RSR (991) | Porsche 4,0 L Flat-6 | Dunlop   | 86     | 4e      | Abd     | 10e     | 5e      | 3e      | Abd     | 4e      | 2e      | 5e      | 101             | 5e         |
| 2018-2019 | Gulf Racing | Porsche 911 RSR       | Porsche 4.0 L Flat-6 | Michelin | 86     | SPA     | LMS     | SIL     | FUJ     | SHA     | SEB     | SPA     | LMS     |         | 79              | 6e         |
| 2018-2019 | Gulf Racing | Porsche 911 RSR       | Porsche 4.0 L Flat-6 | Michelin | 86     | 7e      | 10e     | 6e      | 4e      | 9e      | 4e      | 7e      | 8e      |         | 79              | 6e         |